# Яськів Марія Франківна
Марія Франківна Яськів (21 жовтня 1913 — ?) — українська радянська діячка, доярка колгоспу імені Хрущова (потім — імені Жданова) Жидачівського району Дрогобицької (Львівської) області. Герой Соціалістичної Праці (26.02.1958). Депутат Львівської обласної ради народних депутатів 11-го скликання (у 1967—1969 роках).

## Біографія
Народилася в селянській родині. Працювала в сільському господарстві.
З кінця 1940-х років — доярка колгоспу імені Хрущова (потім — імені Жданова, «Перше травня», «Заповіт Ілліча») села Нове Село Жидачівського району Дрогобицької (Львівської) області.
26 лютого 1958 року отримала звання Героя Соціалістичної Праці з врученням ордена Леніна і золотої медалі «Серп і молот» за високі досягнення в тваринництві. У 1955 році одержала від кожної корови по 3.492, у 1956 році — по 5.065, а у 1957 році — по 5.464 літри молока.
Член КПРС.
Потім — на пенсії в селі Жирова Жидачівського району Львівської області.

## Нагороди
- Герой Соціалістичної Праці (26.02.1958)
- орден Леніна (26.02.1958)
- медалі